# Joaquim Ferrer i Ferrer
Joaquim Ferrer i Ferrer (Vilalba dels Arcs, Terra Alta, 1882 - Tortosa, Baix Ebre, 12 de gener de 1929), fou un metge i polític català.
Al seu poble era conegut amb el sobrenom de lo metge Ferré. Provenia d'una família de fortes conviccions carlines, fet que va ajudar, amb els anys, a que esdevingués cap del Partit Tradicionalista en els districtes de Tortosa, Roquetes i Gandesa. Fou també director del diari La Tradición, l'òrgan oficial dels carlistes, i des d'on va combatre Marcel·lí Domingo, el seu principal rival polític. Fou membre del Sometent, i el mes de novembre de 1922 fou processat per injúries a l'Exèrcit per uns articles sobre els soldats de quota que va escriure a La Tradición.
Pel que fa a la seva carrera política, es presentà a la candidatura de Tortosa-Roquetes, juntament amb Francisco Canivell Curto i Joan Tomàs Villalbí. Ho féu, també, en la candidatura per a diputats a Corts, tot i que en aquesta ocasió no va obtenir elecció. Sí que va ser diputat provincial a partir de les eleccions de 1919, en què quedà en tercera posició amb 6.509 vots. En l’ens provincial s'integrà en la Comissió Permanent d’Hisenda i també en la Mixta de Reclutament, el primer mandat com a suplent, i el segon com a titular. Com a diputat, passà a formar part de l’Assemblea de la Mancomunitat de Catalunya l’agost de 1921, a la qual acudí sota l’epígraf de jaumista. Es presentà de nou als comicis provincials de 1923, però no entrà, ja que va quedar en setena posició amb solament 1.924 vots.